# Честь семьи Прицци
«Честь семьи Прицци» (англ. Prizzi's Honor) — криминальная комедия режиссёра Джона Хьюстона, экранизация произведения Ричарда Кондона. В главных ролях Джек Николсон и Кэтлин Тёрнер.

## Сюжет
Чарли — «крёстный сын» клана Прицци, который не лезет в чужие дела, любит вкусно поесть и выпить, а также красивых женщин. Влюбившись в блондинку Айрин и сделав ей предложение, он неожиданно узнает, что его жена — наемная убийца. Когда Чарли отправляют в Лас-Вегас, чтобы найти похищенные деньги клана, выясняется, что его жена замешана и в этом.

## В ролях
- Джек Николсон — Чарли Партанна
- Кэтлин Тёрнер — Айрин Уокер
- Роберт Лоджиа — Эдуардо Прицци
- Джон Рэндольф — Анджело «Поп» Партанна
- Уильям Хикки — дон Коррадо Прицци
- Ли Ричардсон — Доминик Прицци
- Анжелика Хьюстон — Мэйроуз Прицци
- Лоуренс Тирни — лейтенант Хенли
- Си Си Эйч Паундер — Пичес Алтамон
- Вик Полизос — Фил Виттимиццаре

## Награды и номинации

### Награды
- 1986 Премия «Оскар»
  - Лучшая женская роль второго плана — Анжелика Хьюстон
- 1986 Премия BAFTA
  - Лучший адаптированный сценарий — Ричард Кондон, Джанет Роуч
- 1986 Премия «Золотой глобус»
  - Лучший фильм — комедия/мюзикл
  - Лучшая мужская роль — Джек Николсон
  - Лучшая женская роль — Кэтлин Тернер
  - Лучший режиссёр — Джон Хьюстон
- 1986 Награда Национального общества кинокритиков США
  - Лучший актёр — Джек Николсон
  - Лучший режиссёр — Джон Хьюстон
  - Лучшая актриса второго плана — Анжелика Хьюстон
- 1986 Награда Американской гильдии сценаристов
  - Лучший сценарий, основанный на материале другого источника — Ричард Кондон, Джанет Роуч

### Номинации
- 1986 Премия «Оскар»
  - Лучший фильм — Джон Форман
  - Лучшая мужская роль — Джек Николсон
  - Лучшая мужская роль второго плана — Уильям Хикки
  - Лучший режиссёр — Джон Хьюстон
  - Лучший адаптированный сценарий — Ричард Кондон, Джанет Роуч
  - Лучший монтаж — Руди Фер, Катя Фер
  - Лучший дизайн костюмов — Донфельд
- 1986 Премия BAFTA
  - Лучшая женская роль второго плана — Анжелика Хьюстон
- 1986 Награда Американской гильдии режиссёров
  - Лучшее достижение режиссёра художественного фильма — Джон Хьюстон
- 1986 Премия «Золотой глобус»
  - Лучшая женская роль второго плана — Анжелика Хьюстон
  - Лучший сценарий художественного фильма — Ричард Кондон, Джанет Роуч